# Buzogányfejű férgek
A buzogányfejűek (buzogányfejű férgek, Acanthocephala) az állatvilág egyik törzse a laposféregszerűek (Platyzoa) főtörzsében.

## Életmód
A buzogányfejűek valamennyi faja közvetett fejlődési ciklust mutató endoparazita. Lárváik ízeltlábúak (Arthropoda) testüregeiben fejlődnek, a kifejlett állatok gerincesek (Vertebrata) bélcsatornájában élnek. A fertőzés a ragadozó-zsákmány kapcsolatban jön létre, tehát a végleges gazdának zsákmányul kell ejtenie, és el kell fogyasztania egy fertőzött köztigazdát. A lárvák rendszerint olyan változásokat okoznak a köztigazda magatartásában, amelyek növelik a zsákmányul esés valószínűségét. Egyes fajaik azonban a köztigazdából először paratenikus gazdába, például csigákba, gyűrűsférgekbe, halakba vagy emlősökbe jutnak, majd ezeknek zsákmányul esése esetén jutnak a végleges gazdába. Különösen jelentős ez olyan fajok esetében, melyek végleges gazdái ízeltlábúakkal nem táplálkozó ragadozók, például fókák, sasok stb.

## Testfelépítés

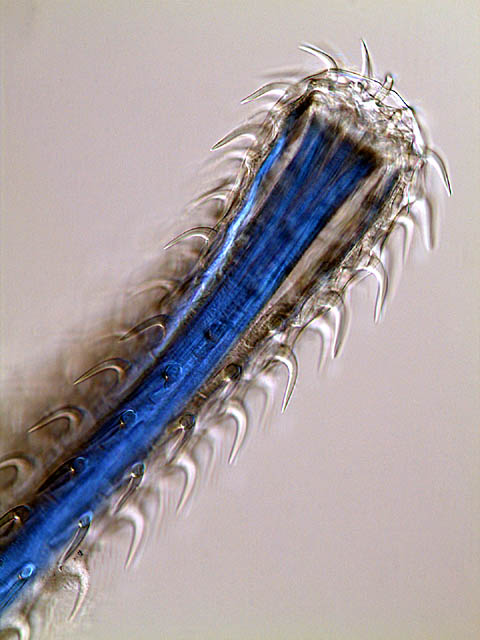
Rhadinorhynchus sp. rögzítőszerve

Nincs szájnyílásuk, sem bélcsatornájuk, a teljes testfelületen át, diffúzan táplálkoznak. Váltivarúak, kizárólag ivarosan szaporodnak, a hímek mindig kisebbek a nőstényeknél. A hímek sajátos szerve a cementmirigy, párzás után ennek váladékával elzárják a nőstény ivarnyílását, nehogy más hímmel is pározzon. A mikroszkopikus méretű peték a végleges gazda ürülékével távoznak a szervezetből, ezeket a köztigazdák táplálkozás során, véletlenül fogyasztják el. A kifejlett állat feji végén egy kiölthető és visszahúzható, horgokkal borított ormány (proboscis) biztosítja a bélcsatorna falán való rögzülést. Idegrendszerük központja az ormányban lévő idegdúc. Testüket vastag, gyakran gyűrűsen redőzött kültakaró borítja, ez alatt hosszanti és körkörös izomnyalábok futnak. A kültakarót és az izomzatot egy elágazó csatornarendszer hálózza be, melynek a kültakarón át felvett táplálék szállításában van szerepe. Légzőszerveik nincsenek.

## Ismertebb csoportok
Az Archiacanthocephala osztály fajai elsősorban szárazföldi állatokban élnek, jellemző köztigazdáik rovarok, végleges gazdáik madarak és emlősök. A sertés buzogányfejű férge (Macracanthorhynchus hirudinaceus) petéit a trágyában vagy a talajban fejlődő bogarak, például cserebogarak lárvái veszik fel, a házi sertések és vaddisznók a fertőzött bogár fogyasztásakor fertőződnek.
A Palaeacanthocephala osztály elsősorban vízi állatokban él, jellemző köztigazdái rákok, végleges gazdái főként halak, kétéltűek és vízimadarak. Az Acanthocephalus ranae például víziászkákban és a Rana nemhez tartozó békákban fejlődik.